# Кичикли
Кичикли́ (азерб. Kiçikli) — село в Агдамском районе Азербайджана.

## Этимология
Название происходит от одноименного рода из Карабаха.

## История
Первые упоминания села датированы началом XX века.
В 1926 году согласно административно-территориальному делению Азербайджанской ССР село относилось к дайре Учоглан Агдамского уезда.
После реформы административного деления и упразднения уездов в 1929 году был образован Учогланский сельсовет в Агдамском районе Азербайджанской ССР.
Согласно административному делению 1961 и 1977 года село Кичикли входило в Учогланский сельсовет Агдамского района Азербайджанской ССР.
В 1999 году в Азербайджане была проведена административная реформа и был учрежден Алыбейлинский муниципалитет Агдамского района, куда и вошло село Кичикли.

## География
Неподалёку от села протекает река Каркарчай. Расположено на Карабахской равнине.
Село находится в 30 км от райцентра Агдам, в 14 км от временного райцентра Кузанлы и в 346 км от Баку. Ближайшая ж/д станция — Тазакенд.
Высота села над уровнем моря — 252 м.

## Население
| Численность населения |
| 1979                  |
| --------------------- |
| 250                   |

## Климат
Село расположено в горной местности. В селе холодный семиаридный климат.